# Pro Evolution Soccer 2008
Pro Evolution Soccer 2008 (skraćeno: PES 2008, u Japanu i Koreji Winning Eleven 2008) naslov je iz serijala videoigara Pro Evolution Soccer, japanskog proizvođača Konamija.
PES 2008 je prva igra iz serijala koja u naslovu ima godinu, umjesto rednog broja (prethodna igra se zvala Pro Evolution Soccer 6). U Europi je izdana 26. listopada 2007., u Japanu 22. studenog, a u Sjevernoj Americi u ožujku 2008. godine.

## Licence

### Lige
Lige koje imaju punu licenciju:
- La Liga
- Ligue 1
- Serie A
- Eredivisie

### Nelicencirani klubovi
Samo dvije momčadi iz Premiershipa su imale licenciju, međutim, svi klubovi su imali prava imena igrača.
Popis engleskih klubova na PES-u (u zagradama su prava imena klubova):
- Newcastle United (licenciran)
- Tottenham Hotspur (licenciran)

- North London (Arsenal) (licenciran na PES-u 5, PES-u 6 i PES-u 2009)
- West Midlands Village (Aston Villa)
- West Midlands City (Birmingham City)
- Lancashire (Blackburn Rovers)
- Middlebrook (Bolton Wanderers)
- London FC (Chelsea) (licenciran na PES-u 5)
- Derbyshire (Derby County)
- Merseyside Blue (Everton)
- West London White (Fulham)

- Merseyside Red (Liverpool)
- Man Blue (Manchester City)
- Man Red (Manchester United) (licenciran na PES-u 6 i PES-u 2009)
- Teesside (Middlesbrough)
- Tyneside (Newcastle United)
- Pompy (Portsmouth)
- Berkshire Blues (Reading)
- Wearside (Sunderland)
- East London (West Ham United)
- Lancashire Athletic (Wigan Athletic)

### Licencirani klubovi
| - Bayern München - Anderlecht - Club Brugge - NK Dinamo Zagreb - F.C. Copenhagen - HJK Helsinki - Olympiacos Piraeus - Panathinaikos - AEK Atena - Rosenborg - Wisla Krakow - Benfica - FC Porto - Sporting Lisbon - Spartak Moskva | - Lokomotiv Moskva - Celtic - Rangers - Crvena zvezda - AIK - Hammarby - Helsingborgs - Göteborg - FC Basel - Besiktas - Galatasaray - Fenerbahçe - Dinamo Kijev - River Plate - Internacional |

### Stadioni
Sljedeći se stadioni nalaze u inačicama za PlayStation 3, Xbox 360 i PC:
| #  | Stadion                    | Pravo ime                  | Kontinent     | Država     | Nogometni klub                                |
| -- | -------------------------- | -------------------------- | ------------- | ---------- | --------------------------------------------- |
| 1  | Konami Stadium             | Izmišljen                  | Azija         | Japan      | -                                             |
| 2  | Estàdio da Luzii           | Estádio da Luz             | Europa        | Portugal   | Benfica                                       |
| 3  | Estàdio Dragon             | Estádio do Dragão          | Europa        | Portugal   | FC Porto                                      |
| 4  | Estàdio José de Alvalade   | Estádio José de Alvalade   | Europa        | Portugal   | Sporting Clube de Portugal                    |
| 5  | Estadio George Capwell     | Estadio George Capwell     | Južna Amerika | Ekvador    | Club Sport Emelec                             |
| 6  | Estadio La Casa Blanca     | Estadio La Casa Blanca     | Južna Amerika | Ekvador    | LDU Quito                                     |
| 7  | Estadio Olímpico Atahualpa | Estadio Olímpico Atahualpa | Južna Amerika | Ekvador    | El Nacional, S.D. Quito, Universidad, Ekvador |
| 8  | Antlion Colisseum          | El Monumental              | Južna Amerika | Argentina  | River Plate                                   |
| 9  | Teatro Blanco              | Izmišljen                  | Južna Amerika | Nepoznato  | -                                             |
| 10 | Orange Arena               | Amsterdam ArenA            | Europa        | Nizozemska | Ajax                                          |
| 11 | Catalonia Stadium          | Camp Nou                   | Europa        | Španjolska | FC Barcelona                                  |
| 12 | Santiago Bernabéu          |                            | Europa        | Španjolska | Real Madrid                                   |
| 13 | Stadio Olimpico            |                            | Europa        | Italija    | AS Roma i Lazio                               |
| 14 | San Siro                   | Stadio Giuseppe Meazza     | Europa        | Italija    | AC Milan i Inter Milan                        |
| 15 | Stade Louis II             |                            | Europa        | Monako     | AS Monaco                                     |

## Vanjske poveznice
- Službena stranica  Arhivirana inačica izvorne stranice od 19. listopada 2018. (Wayback Machine)